# غريغ بولارد
غريغ بولارد (بالإنجليزية: Greg Pollard)‏ هو لاعب إسكواش أسترالي، ولد في 5 نوفمبر 1960.

## وصلات خارجية
- غريغ بولارد على موقع SquashInfo.com (الإنجليزية)